# Cerfennia
 (avril 2024).
Cerfennia était une ancienne ville du peuple samnite des Marses, site archéologique situé près de l'actuelle ville de Collarmele, province de L'Aquila dans les Abruzzes,.

## Historique

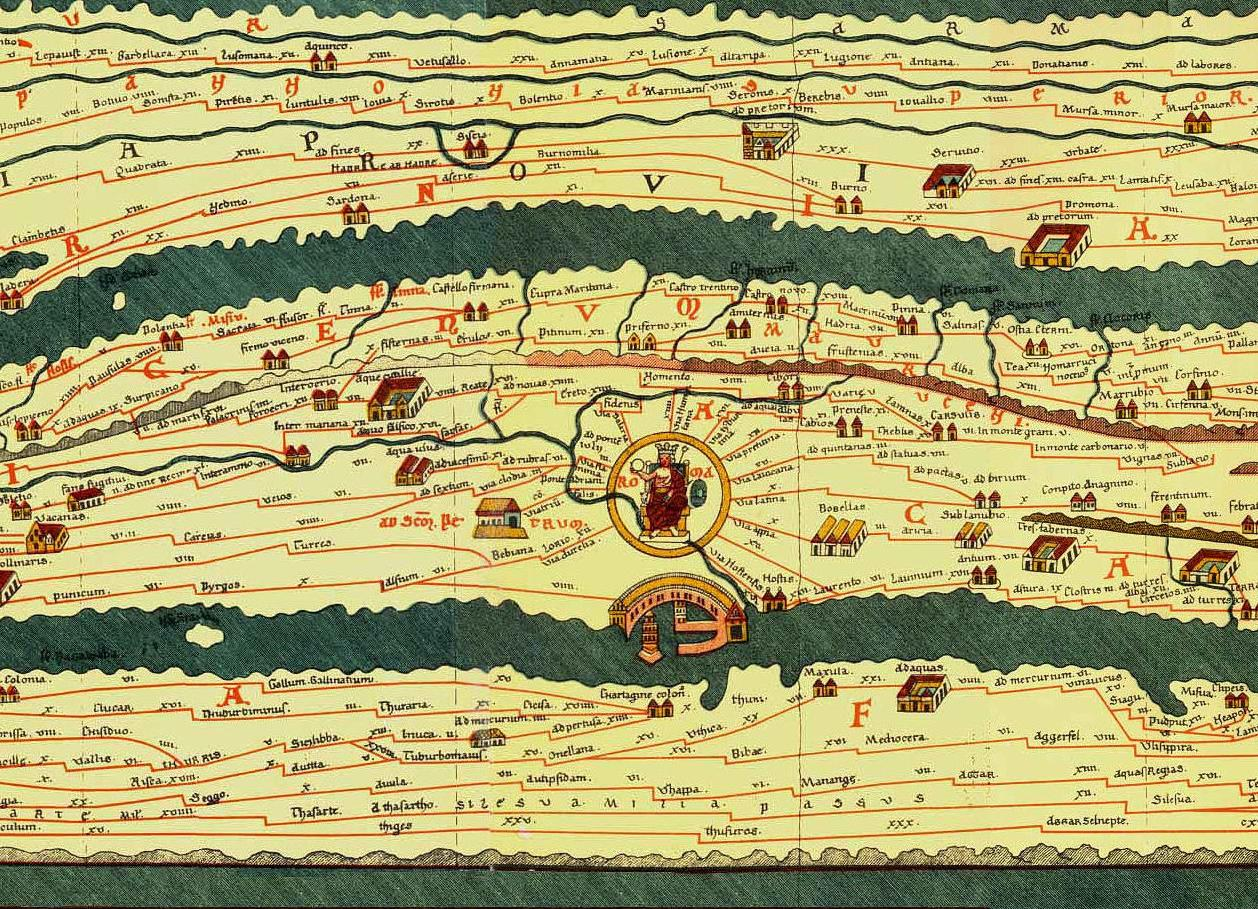
Cerfennia à droite de Rome dans la Table de Peutinger.

Cerfennia était située à environ trois milles au nord de Marruvium, capitale des Marses et le long de la Via Tiburtina qui la reliait à Corfinium, à la vallée de l'Aterno-Pescara et enfin à Ostia Aterni. Entre 48 et 49 apr. J.-C., à la suite des travaux de restauration et d'achèvement effectués par l'empereur Claude entre Corfinio et l'actuelle Pescara, ce dernier tronçon prit le nom de via Claudia Valeria.
Il existe peu de preuves archéologiques et épigraphiques de la ville antique, des sources anciennes la rapportent avec les oppidum de l'époque romaine du territoire des Marses, Antinum, Fresilia, Milonia, Plestinia et Lucus Angitiae, tandis que les principales villes étaient Marruvium et, à la frontière du territoire des Èques, Alba Fucens. Il n'y a aucune certitude sur la date et la période de création du centre fortifié , de même qu'il ne semble pas que celui-ci puisse être identifié avec "Cesenna" (ou "Cesennia") qui selon Tite-Live les Romains conquirent en 305 avec les villes samnites de Bovianum, Sora et Arpinum.
Comme pour Corfinium, le toponyme pourrait être lié au culte des Cerphi, catégorie de divinités du panthéon des peuples italiques préromains. Le nom de Campo Cerfegna, proche du contemporain Collarmele, pourrait remonter au centre fortifié préromain de Cerfennia qui devint une partie de la commune romaine de Marruvium à partir du Ier siècle av. J.-C..
Au XIIe siècle, le toponyme persistait sous le nom de "Cerferno" dans une bulle pontificale de Pascal II adressée à l'évêque Bérard des Marses dans laquelle était mentionnée l'église de Santa Felicita.